# Обикновена ремъковидна змия
Обикновена ремъковидна змия (Imantodes cenchoa), наричана също тъпоглава дървесна змия, е вид неотровна змия от семейство смокообразни (Colubridae), разпространена в Мексико, Централна и Южна Америка.

## Описание
Обикновено достигат на дължина до 80 cm, и по-рядко до метър и половина. Главата е дебела и изглежда подута. Очите са големи с вертикални зеници. Има изключително тънко и сплеснато тяло. На цвят е светлокафява с тъмнокафяви напречни ивици по протежение на гърба.

## Разпространение и местообитание
Живее в южната част на Мексико от Централна Америка до Парагвай, и в северната част на Аржентина в Южна Америка. Обича влажните и сухи тропически гори. Среща се на надморска височина от 1620 m, предимно по дървета и храсти.

## Хранене
Активна е през нощта. Храни се с дървесни жаби, малки гущери, като гекони, както и техните яйца.